# 安河内将
安河内 将（やすこうち しょう）は、日本の競艇選手（ボートレーサー）。元アマチュア野球選手。
佐賀県唐津市出身。佐賀県立小城高等学校を経て國學院大學卒業。
登録番号4734。登録期は111期。実弟は将と同じく高校野球の選手を経験した後に、将の活躍を見て大学進学をせずにボートレーサー養成所を経てボートレーサーとなった安河内健（登録番号5026）。遠戚には同じくボートレーサーの三苫晃幸と入船幸子がいる。また同期には安河内と同様に他のスポーツから転向した金光佑治（元プロボクサー）らがいる。
大学のスポーツ推薦でやまと学校（現・ボートレーサー養成所）に入学した関係でデビュー当時は日本モーターボート競走会東京支部に所属。その後2016年1月に地元である同佐賀支部に移籍。
2018年前期よりA1級となった。

## 来歴

### 野球選手時代
安河内は元々はアマチュア野球選手として活躍していた。小学校4年生より野球を始め、小城高校では野球部に入部し、持ち前の俊足と得意の巧打を生かして1年生よりレギュラーとなる。2年生の秋に小城高校野球部は九州大会の準決勝まで勝ち進んだ。
その後3年生になる直前の第79回選抜高等学校野球大会で小城高校野球部は甲子園に出場を果たす。安河内はこの大会では遊撃手として出場したが、野球部は1回戦で敗退した。
高校卒業後に國學院大學に進学し、同校でも硬式野球部に所属。同期には読売ジャイアンツ投手の高木京介がいる。しかし1年生の秋に既に持病となっていた腰痛を悪化させ、またヘルニアも起こしたため、同僚の高木らとともに目指していたプロ野球選手への進路を断念し、自身もこの怪我の悪化を機に硬式野球部より準硬式野球部に転部したが、転部後は準硬式野球の東都選抜に選ばれ、ALL東都選抜フレンドシップ野球INグアム大会で優勝するなどの実績を残した。
3年生の冬に準硬式野球部を引退し、安河内の野球人生は大学生までとなった。

### ボートレーサー転向後
國學院大學卒業と相前後して安河内は「好きなだけ野球はやった。体格を生かせるし、勝負の世界に身を置きたい」との理由で競艇選手に転向を目指すことを決め、卒業前より入学試験直前までの間に体重を13kg落としたりなどの準備をした結果、國學院大學からのスポーツ推薦を勝ち取った上でやまと学校に合格を果たす。
やまと学校の卒業直前に実施している卒業記念競走で優勝しやまとチャンプとなり、晴れて競艇選手となったのは2012年後期からである。2012年11月2日の多摩川競艇場での一般戦競走でデビューした。師匠は峰竜太（登録番号4320）。同じ唐津市出身と言うことで峰の方から弟子として選手となった安河内をスカウトした。当時安河内は東京支部であったため、所属支部の異なるボートレーサーが師匠と弟子の関係になることは極めて珍しい事例であったが、この状態は安河内が佐賀支部に移籍したことで解消した。同じ支部に移籍後は峰との間でより緊密な関係となり、様々な教えを受けたりしている。
デビュー翌年の2013年1月4日、平和島競艇場のレースで初の1着となった。その後2016年9月26日の同競艇場のレース第19回日本財団会長杯」で初優勝した。
2018年1月28日の唐津競艇場で開催のG1「全日本王者決定戦」で初のG1での1着となった。同年にはプレミアムG1のヤングダービー競走で優勝戦まで進出した（結果は3着）。

## 人物
趣味は音楽と映画の鑑賞である。